# Dominic Iorfa
Dominic Iorfa (* 1. Oktober 1968 in Gboko) ist ein ehemaliger nigerianischer Fußballspieler. Sein Sohn Dominic ist ebenfalls Fußballspieler.
Er ist Vereinspräsident von Lobi Stars.

## Karriere

### Im Verein
Iorfa begann seine Karriere Mitte der 1980er-Jahre bei den BCC Lions. 1989 wechselte der Stürmer nach Belgien zu Royal Antwerpen. Im März 1990 verpflichtete ihn Queens Park Rangers für eine Ablöse von 145.000 Pfund Sterling. Für die Rangers kam er zu acht Ligaspielen und ging danach in die Türkei zu Galatasaray Istanbul. Für die Gelb-Roten kam Iorfa wie schon zuvor bei Queens Park Rangers zu acht Ligaspielen. 1992 kehrte der Stürmer zurück nach England und spielte für Peterborough United und Southend United. Von 1996 bis 1998 war er in China aktiv (Instant-Dict FC, Guangzhou Apollo, und Buler Rangers).
Seine Karriere beendete Dominic Iorfa im Jahr 2000 in seiner Heimat bei Lobi Stars.

### In der Nationalmannschaft
1988 nahm er mit der nigerianischen U-23 bei den Olympischen Sommerspielen 1988 teil. Für Nigeria spielte Dominic Iorfa von 1989 bis 1995 viermal. Außerdem nahm er am König-Fahd-Pokal 1995 teil.